# Football Manager 2015
Football Manager 2015 (abbreviato come Football Manager 15 o FM15) è un videogioco manageriale di calcio del 2014.
Il 1º ottobre 2014 è uscita la demo del gioco, la cui versione definitiva è stata resa disponibile dal 7 novembre 2014 in tutto il mondo per Linux, Microsoft Windows e macOS. Per gli smartphone con sistema operativo Android, iOS invece è stata resa disponibile dal 20 novembre 2014.

## Novità
Il gioco offre una varietà di novità come ad esempio è la prima serie di videogiochi ad introdurre la 'Twitch integration', ovvero l'opportunità di mandare online in streaming la propria carriera. C'è anche stata una revisione nel motore di gioco: nel gioco sono state aggiunte ben 2000 animazioni, è stata migliorata la fisica della palla, i tiri, i passaggi corti e i passaggi lunghi, eccetera.
Anche i modelli dei giocatori sono stati rinnovati, poiché è stato aggiunto nuovo realismo nel gioco, oltre ad un nuovo modello di luminosità dentro il gioco.
L'interfaccia è stata completamente stravolta. C'è stata una redisegnazione, visto che è anche stata introdotta una barra laterale che ha dato un nuovo aspetto a Football Manager 2015.
Un'altra grande innovazione in quest'edizione della serie è stata l'introduzione dell'opportunità di cambiare e di migliorare gli stili dell'allenatore. È diventato possibile decidere di usare un allenatore "in tuta sportiva" (vecchio stile di gioco) o uno "in giacca e cravatta", ovvero un allenatore moderno e tattico.